# Podział administracyjny III Rzeszy
Prowincje (niem. Gaue, l.p. Gau) stanowiły główne jednostki administracyjne III Rzeszy w latach 1934–1945.
Prowincje zostały utworzone w 1926 r. jako okręgi regionalne partii nazistowskiej w Republice Weimarskiej na podstawie zmian terytorialnych po I wojnie światowej. System prowincji został ustanowiony w 1934 r. w ramach procesu Gleichschaltung, zastępując de iure system krajów związkowych (Länder) i prowincji pruskich, które nie miały żadnego celu administracyjnego od czasu ustawy o pełnomocnictwach z 1933 r. i zostały zredukowane do prymitywnych organów. Na czele każdej prowincji stał przywódca administracyjny, Gauleiter, wysoko postawiony urzędnik partii nazistowskiej o niemal autokratycznych uprawnieniach.
Niemcy składały się z 32 prowincji w 1934 roku, ostatecznie osiągając 42 prowincje, z regionami okupowanymi od 1938 roku do początku 1939 roku (Austria, Kraj Sudetów, Okręg Kłajpedy) i podbitymi podczas II wojny światowej włączonymi do istniejącej prowincji lub zorganizowanymi jako Okręgi Rzeszy (niem. Reichsgau), specjalny rodzaj prowincji, w którym Gauleiter pełnił również funkcję Namiestnika Rzeszy. System prowincji został rozwiązany 8 maja 1945 roku po kapitulacji III Rzeszy.

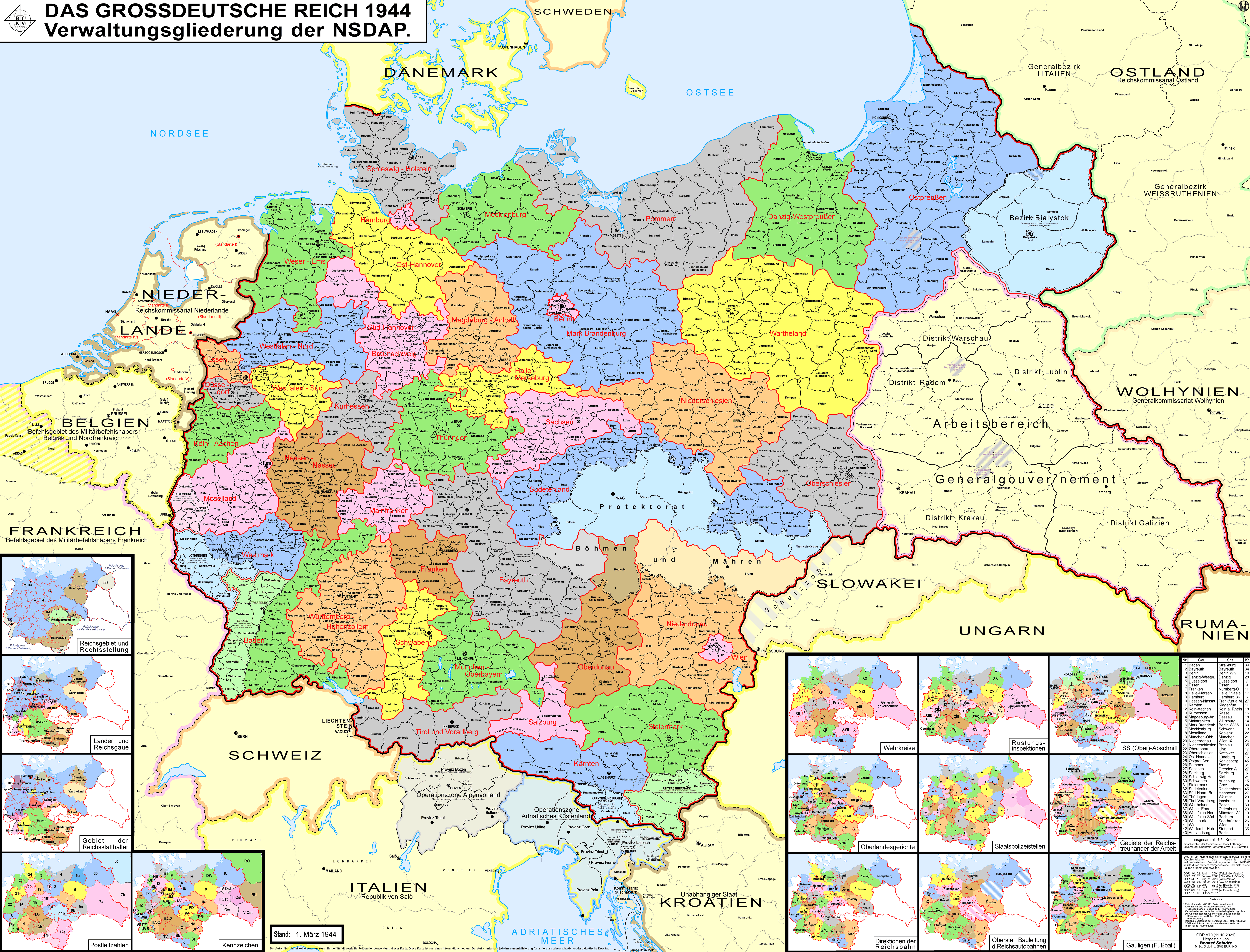
Faktyczny podział administracyjny III Rzeszy w 1944 roku

## Etymologia
Gau to archaiczne germańskie określenie regionu w kraju, często byłej lub faktycznej prowincji, używane w średniowieczu jako mniej więcej odpowiadające angielskiemu hrabstwu. Termin ten został przywrócony przez partię nazistowską w latach 20. XX wieku jako nazwa nadana regionalnym stowarzyszeniom partii w Republice Weimarskiej, opartym głównie na liniach stanowych i okręgowych.

## Prowincje, Okręgi Rzeszy itp.

### Prowincje ustanowione w 1934 r.
| Nazwa polska                 | Nazwa niemiecka          | Siedziba                   | Ustanowione | Uwagi |
| ---------------------------- | ------------------------ | -------------------------- | ----------- | --- |
| Badenia                      | Baden                    | Karlsruhe                  | 1934        | Utworzona z kraju związkowego Badenia; w latach 1940–1945 Prowincja to obejmowała byłe francuskie departamenty Dolny Ren i Górny Ren i została przemianowana na Badenię-Alzację (niem. Baden-Elsaß).                                                          |
| Bayreuth                     | Bayreuth                 | Bayreuth                   | 1934        | Utworzona ze wschodniej części kraju związkowego Bawaria; pierwotnie nazywana Bayrische Ostmark, przemianowana na Prowincję Bayreuth (niem. Gau Bayreuth) w 1942 r.; od 1938 r. włączona również do części Czechosłowacji.                                    |
| Berlin                       | Groß-Berlin              | Berlin                     | 1934        | Utworzona z południowej połowy pruskiej prowincji Saksonia. |
| Düsseldorf                   | Düsseldorf               | Düsseldorf                 | 1934        | Utworzona z północnej połowy pruskiej prowincji Ren. |
| Essen                        | Essen                    | Essen                      | 1934        | Utworzona z północnego krańca pruskiej prowincji Ren. |
| Frankonia                    | Franken                  | Nürnberg                   | 1934        | Utworzona z centralnej części kraju związkowego Bawaria. |
| Frankonia Nadmeńska          | Gau Mainfranken          | Würzburg                   | 1934        | Utworzona z północno-zachodniej części kraju związkowego Bawaria. |
| Halle-Merseburg              | Halle-Merseburg          | Halle                      | 1934        | Utworzona z południowej połowy pruskiej prowincji Saksonia. |
| Hamburg                      | Hamburg                  | Hamburg                    | 1934        | Utworzona z Wolnego i Hanzeatyckiego Miasta Hamburg. |
| Hanower Południowy-Brunszwik | Südhannover-Braunschweig | Hannover                   | 1934        | Utworzona z Wolnego Państwa Brunszwik i południowej i zachodniej części prowincji Hanower. |
| Hanower Wschodni             | Ost-Hannover             | Lüneburg                   | 1934        | Utworzona z północnej, środkowej i wschodniej części pruskiej prowincji Hanower. |
| Hesja-Nassau                 | Hessen-Nassau            | Frankfurt am Main          | 1934        | Utworzona z Ludowej Republiki Hesji i południowej połowy pruskiej prowincji Hesja-Nassau. |
| Hesja Elektorska             | Gau Kurhessen            | Kassel                     | 1934        | Utworzona z północnej połowy pruskiej prowincji Hesja-Nassau. |
| Kolonia-Akwizgran            | Köln-Aachen              | Köln                       | 1934        | Utworzona z północno-środkowej części pruskiej prowincji Ren. |
| Kraj Mozeli                  | Moselland                | Koblenz                    | 1934        | Utworzona z południowej połowy pruskiej prowincji Ren; przemianowana na Prowincję Kraj Mozeli (niem. Gau Moselland) w 1942 r. po włączeniu byłego niepodległego kraju Luksemburga.                                                                            |
| Magdeburg-Anhalt             | Magdeburg-Anhalt         | Dessau                     | 1934        | Utworzona z Wolnego Państwa Anhalt i północnej połowy pruskiej prowincji Saksonia. |
| Marchia Brandenburska        | Mark Brandenburg         | Berlin                     | 1934        | Utworzona z pruskiej prowincji Brandenburgia. |
| Meklemburgia                 | Mecklenburg              | Schwerin                   | 1934        | Utworzona z Wolnego Państwa Meklemburgia-Strelitz i Wolnego Państwa Meklemburgia-Schwerin. |
| Monachium-Górna Bawaria      | München-Oberbayern       | München                    | 1934        | Utworzona z południowo-wschodniej części kraju związkowego Bawaria. |
| Pomorze                      | Pommern                  | Stettin                    | 1934        | Utworzona z pruskiej prowincji Pomorze. |
| Prusy Wschodnie              | Ostpreußen               | Königsberg                 | 1934        | Utworzona z pruskiej prowincji Prusy Wschodnie; od 1939 r. obejmowała także terytoria zaanektowane z Polski. |
| Saksonia                     | Sachsen                  | Dresden                    | 1934        | Powstała z kraju związkowego Saksonia. |
| Szlezwik-Holsztyn            | Schleswig-Holstein       | Kiel                       | 1934        | Powstała z pruskiej prowincji Szlezwik-Holsztyn, Wolnego Miasta Lubeka i terytorium należącego do Wolnego Państwa Oldenburg. |
| Szwabia                      | Schwaben                 | Augsburg                   | 1934        | Powstała z południowo-zachodniej części kraju związkowego Bawaria. |
| Śląsk                        | Schlesien                | Breslau                    | 1934        | Powstała z pruskich prowincji Górny Śląsk (z załączonymi częściami Polski od 1939 r.) i Dolny Śląsk. W 1938 prowincje zostały również zjednoczone w jedną; W 1941 roku zarówno polska prowincja, jak i niemiecka prowincja zostały podzielone na dwie części. |
| Turyngia                     | Thüringen                | Weimar                     | 1934        | Powstała z kraju związkowego Turyngia i przyległego terytorium należącego do pruskiej prowincji Saksonia. |
| Weser-Ems                    | Weser-Ems                | Oldenburg                  | 1934        | Utworzona z Wolnego Państwa Oldenburg (z wyłączeniem odległych terytoriów), kraju związkowego Wolnego Hanzeatyckiego Miasta Brema i dalekiej zachodniej części pruskiej prowincji Hanower.                                                                    |
| Westfalia Południowa         | Westfalen-Süd            | Dortmund                   | 1934        | Utworzona z południowej połowy pruskiej prowincji Westfalia. |
| Westfalia Północna           | Westfalen-Nord           | Münster                    | 1934        | Powstała z Wolnego Państwa Lippe, Wolnego Państwa Schaumburg-Lippe i północnej połowy pruskiej prowincji Westfalia. |
| Westmark                     | Westmark                 | Neustadt an der Weinstraße | 1934        | Utworzona z bawarskiego Palatynatu i pruskiego Kraju Saary; przemianowana na Prowincję Westmark (niem. Gau Westmark) w 1940 r. po przyłączeniu się części Lotaryngii.                                                                                         |
| Wirtembergia-Hohenzollern    | Württemberg-Hohenzollern | Stuttgart                  | 1934        | Utworzona z Wolnej Ludowej Republiki Wirtembergii i pruskiej prowincji Hohenzollern. |

### Okręgi Rzeszy założone w latach 30. XX wieku i w czasach II wojny światowej
| Nazwa polska           | Nazwa niemiecka    | Siedziba           | Ustanowione | Uwagi |
| ---------------------- | ------------------ | ------------------ | ----------- | --- |
| Dolny Dunaj            | Niederdonau        | Krems an der Donau | 1938        | Utworzony z byłego austriackiego kraju związkowego Dolnej Austrii i północnego Burgenlandu; od 1939 r. włączony do części południowych Moraw. W 1943 r. Hitler odwiedził okręg i powiedział Gauleiterowi Hugo Jury, że stolicą w niedalekiej przyszłości będzie Brünn (Brno).                           |
| Flandria               | Flandern           | Antwerpen          | 1944        | Utworzony z Regionu Flamandzkiego w Belgii i obejmowały niderlandzkojęzyczne prowincje: Antwerpia, Limburgia, Flandria Wschodnia, Flandria Zachodnia, okręg Bruksela (z wyłączeniem samego miasta Bruksela) oraz okręg Leuven w ówczesnej prowincji Brabancja (obecnie prowincja Brabancja Flamandzka). |
| Gdańsk-Prusy Zachodnie | Danzig–Westpreußen | Danzig             | 1939        | Utworzony z terenu Wolnego Miasta Gdańsk i polskiego województwa pomorskiego, które zostały zajęte przez III Rzeszę w 1939 r., a także istniejącej przed 1939 r. niemieckiej Rejencji zachodniopruskiej w ówczesnych Prusach Wschodnich.                                                                |
| Górny Dunaj            | Oberdonau          | Linz               | 1938        | Utworzony z byłego austriackiego kraju związkowego Górna Austria i Ausseerlandu, części Styrii; od 1939 r. w jego skład wchodziły także części południowych Czech. |
| Karyntia               | Kärnten            | Klagenfurt         | 1938        | Utworzony z byłego austriackiego kraju związkowego Karyntia i Tyrolu Wschodniego, od 1941 r. w skład którego wchodziła Górna Kraina (niem. Oberkrain) w Słowenii. |
| Kraj Sudetów           | Sudetenland        | Reichenberg        | 1938        | Utworzony z przeważnie niemieckojęzycznych części Czechosłowacji, które zostały przekazane III Rzeszy po układzie monachijskim. |
| Kraj Warty             | Wartheland         | Posen              | 1939        | Utworzony głównie z polskiego województwa poznańskiego i włączony do obszarów sąsiednich województw po niemieckiej okupacji Polski. Nazywany Reichsgau Posen do stycznia 1940 r., kiedy on został przemianowany na cześć rzeki Warty (niem. Warthe).                                                    |
| Salzburg               | Salzburg           | Salzburg           | 1938        | Utworzony z byłego austriackiego kraju związkowego Salzburg. |
| Styria                 | Steiermark         | Graz               | 1938        | Utworzony poprzez połączenie byłego austriackiego kraju związkowego Styria i południowej części Burgenlandu; od 1941 r. w jego skład wchodziła także Dolna Styria w Słowenii. |
| Tyrol-Vorarlberg       | Tirol-Vorarlberg   | Innsbruck          | 1938        | Utworzony z byłego austriackiego kraju związkowego Vorarlberg i północnej części Tyrolu. |
| Walonia                | Wallonien          | Lüttich            | 1944        | Utworzony z Regionu Walońskiego w Belgii i obejmował francuskojęzyczne prowincje Hainaut, Liège (z wyjątkiem kantonów Eupen, Malmedy i Sankt Vith), Luksemburg i Namur, a także okręg Nivelles we współczesnej prowincji Brabancja (obecnie część odrębnej prowincji Brabancja Walońska).               |
| Wiedeń                 | Wien               | Wien               | 1938        | Utworzony z byłego austriackiego kraju związkowego Wiedeń i otaczających go części byłej Dolnej Austrii. |

### „Prowincja zagraniczna”
Istniała również eksterytorialna prowincja o nazwie Nazistowska Organizacja Zagraniczna (niem. Auslandsorganisation) dla członków partii za granicą. Jej siedziba znajdowała się w Berlinie. „Prowincję zagraniczną” uważano za 43. prowincję III Rzeszy.

## Protektoraty i państwa-wasale
| Nazwa polska                   | Nazwa niemiecka                  | Siedziba                                                                                        | Ustanowione | Uwagi |
| ------------------------------ | -------------------------------- | ----------------------------------------------------------------------------------------------- | ----------- | --- |
| Francja Vichy                  | Vichy-Frankreich                 | Vichy (de facto administracyjna) Paris (konstytucyjna)                                          | 1940        | Utworzona w konsekwencji ustawy Zgromadzenia Narodowego III Republiki o nadzwyczajnych pełnomocnictwach dla premiera Francji, marszałka Francji Philippe’a Pétaina po klęsce Francji w kampanii 1940 roku. Jako kontynuacja III Republiki zostało oficjalnie uznane przez większość społeczności międzynarodowej, z wyjątkiem Wielkiej Brytanii.                                                                                             |
| Generalne Gubernatorstwo       | Generalgouvernement              | Litzmannstadt (12 października – 4 listopada 1939) Krakau (4 listopada 1939 – 19 stycznia 1945) | 1939        | Utworzone z części okupowanego wojskowo przez III Rzeszę terytorium II Rzeczypospolitej, która nie została anektowana bezpośrednio przez to państwo. Po wybuchu wojny niemiecko-sowieckiej i wcieleniu 1 sierpnia 1941 dekretem Hitlera tzw. Dystryktu Galicja do Generalnego Gubernatorstwa jego obszar rozpościerał się od Czerwina na północy do Hryniawy na południu, od Częstochowy na zachodzie do Okopów Świętej Trójcy na wschodzie. |
| Królestwo Albanii              | Albanisches Königreich           | Tirana                                                                                          | 1943        | Utworzone po zawieszeniu broni i wycofaniu się Włoch z państw Osi oraz wkroczeniu niemieckich sił zbrojnych do Albanii, która znalazła się pod okupacją niemiecką, co skutkowało utworzeniem państwa klienckiego – Królestwa Albanii. |
| Królestwo Norwegii             | Königreich Norwegen              | Oslo                                                                                            | 1942        | Utworzone po rozpoczęciu niemieckiej okupacja Norwegii od sprawowania pełnej władzy przez niemieckiego Komisarza Rzeszy (niem. Reichskommissar) Josefa Terbovena, który sprawował ją za pośrednictwem Komisariatu Rzeszy Norwegia. |
| Monako                         | Monaco                           | Monaco-Stadt                                                                                    | 1942        | Utworzone po obaleniu Benito Mussoliniego we Włoszech i zajęciu Monako oraz rozpoczęciu deportacji ludności żydowskiej przez armię niemiecką. |
| Niepodległe Państwo Chorwackie | Unabhängiger Staat Kroatien      | Agram                                                                                           | 1941        | Utworzone przez ustaszy w 1941 roku, po zajęciu Jugosławii przez państwa Osi w czasie II wojny światowej. |
| Państwo Greckie                | Griechischer Staat               | Athen                                                                                           | 1941        | Utworzone po kapitulacji wojsk greckich wobec agresji III Rzeszy i Włoch. Król Jerzy II Grecki udał się na Kretę, a po ewakuacji brytyjskich wojsk do Wielkiej Brytanii, tam też powstał rząd emigracyjny; w Grecji rozpoczęto natomiast okupację przy zachowaniu pozorów autonomii dla części terytorium. Powołany został nowy rząd pod kierownictwem Georgiosa Tsolakoglou.                                                                |
| Państwo Węgierskie             | Königreich Ungarn                | Budapest                                                                                        | 1944        | Utworzone po powstaniu pronazistowskiego reżimu premiera Ferenca Szálasiego, wspieranego przez proniemiecką, antysemicką faszystowską Partię Strzałokrzyżowców. |
| Protektorat Czech i Moraw      | Protektorat Böhmen und Mähren    | Prag                                                                                            | 1939        | Utworzony z okupowanych od 15 marca 1939 Czech, Moraw i Śląska Czeskiego, nieprzyłączonych w konsekwencji układu monachijskiego do III Rzeszy 30 września 1938 jako Kraj Sudetów (niem. Sudetenland). Większość społeczności międzynarodowej nigdy nie uznała istnienia tego tworu. |
| Republika Łokocka              | Republik Lokot                   | Lokot                                                                                           | 1941        | Utworzona po wjechaniu zwiadowczego oddziału niemieckich motocyklistów do niewielkiego osiedla fabrycznego Łokoć, położonego w rejonie brasowskim obwodu briańskiego i zajęciu w kilka dni miejscowości przez główne siły 2. Armii Pancernej Wehrmachtu. |
| Republika Słowacka             | Slowakischer Staat               | Pressburg                                                                                       | 1939        | Utworzona przez pomysłodawców jej powstania jako państwa podległego III Rzeszy (które przyjęło nawet niemieckie ustawodawstwo antyżydowskie), którymi byli przede wszystkim ks. Jozef Tiso i Vojtech Tuka, mający poparcie Słowackiej Partii Ludowej i Gwardii Hlinki. |
| Serbia Nedicia                 | Militärverwaltungsgebiet Serbien | Belgrad                                                                                         | 1941        | Utworzona po inwazji, okupacji i rozwiązaniu Jugosławii w kwietniu 1941 r. i staniu się państwem zależnym od okupacyjnego rządu wojskowego Wehrmachtu. |
| Włoska Republika Socjalna      | Italienische Sozialrepublik      | Rom (postulowana stolica) Salo (faktyczna stolica)                                              | 1943        | Utworzona przez Benita Mussoliniego przy pomocy III Rzeszy po obaleniu rządów faszystów we Włoszech. Zostało zlikwidowane po wybuchu powstania, którego uczestnicy rozstrzelali Mussoliniego. |

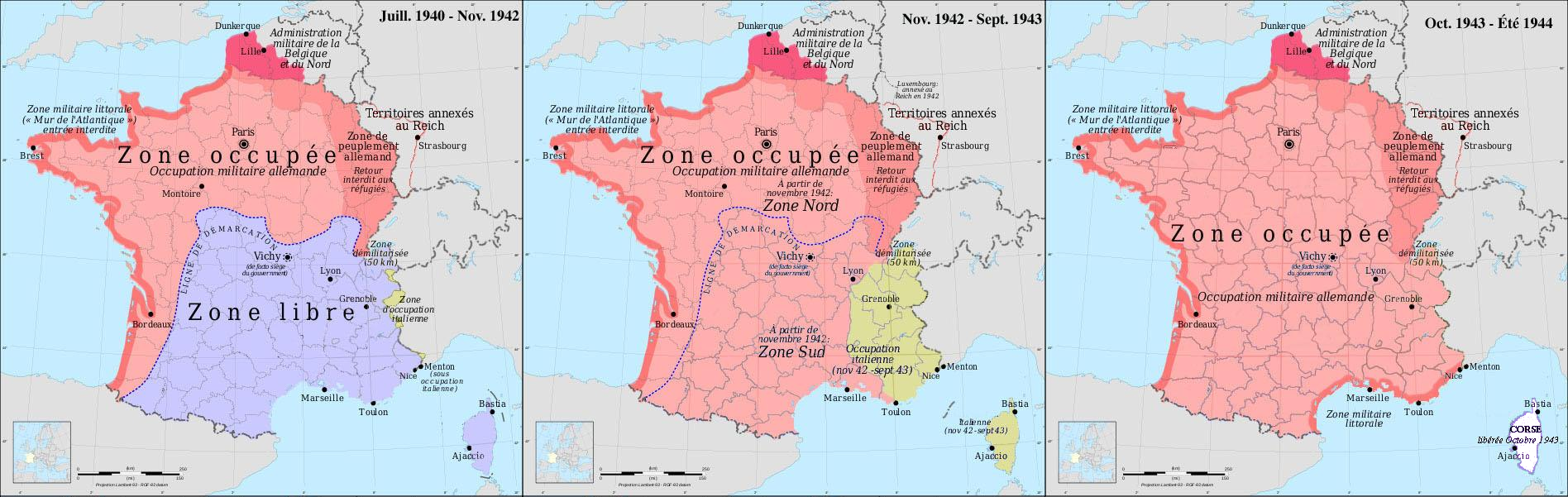
Francja Vichy
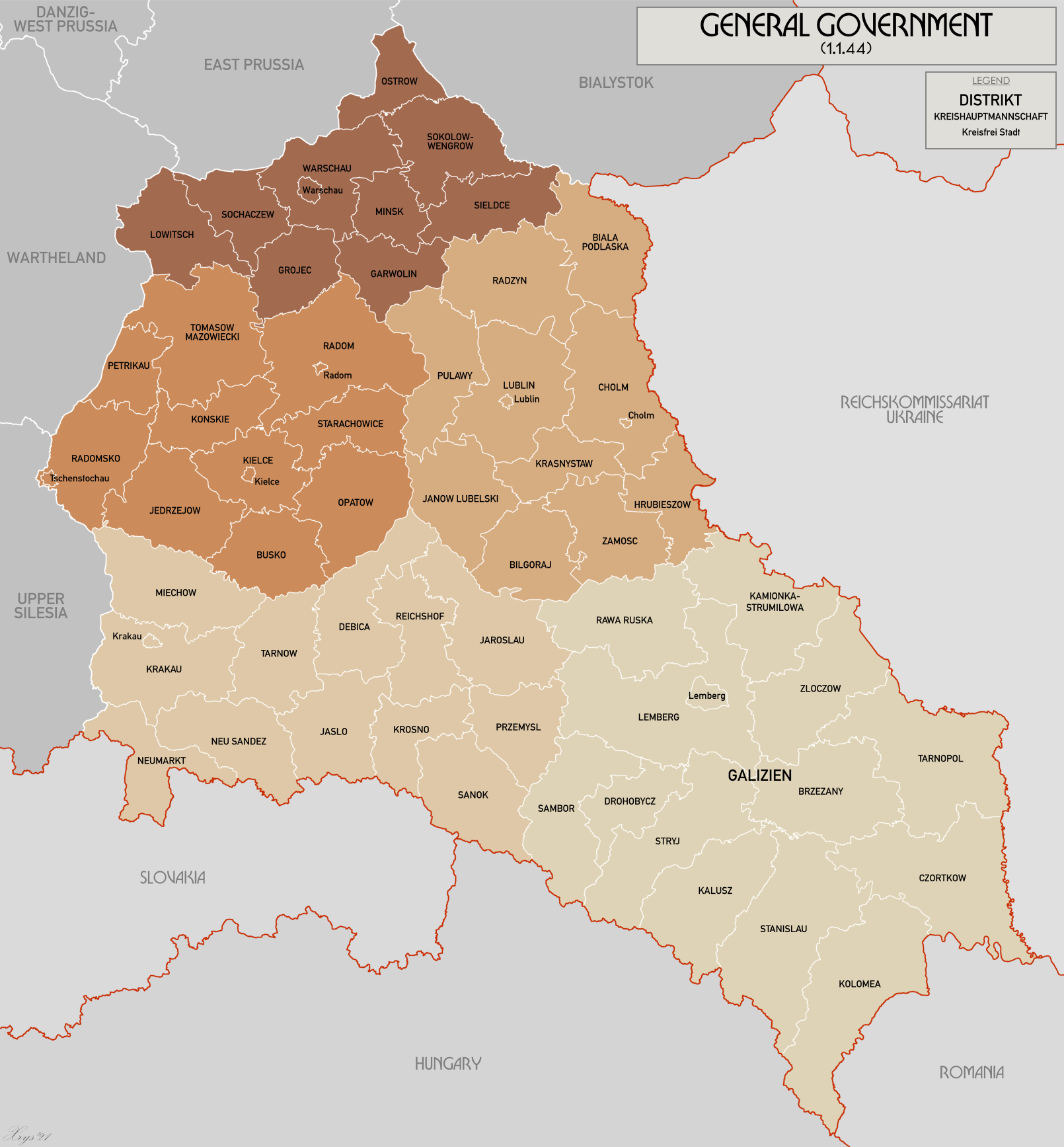
Generalne Gubernatorstwo
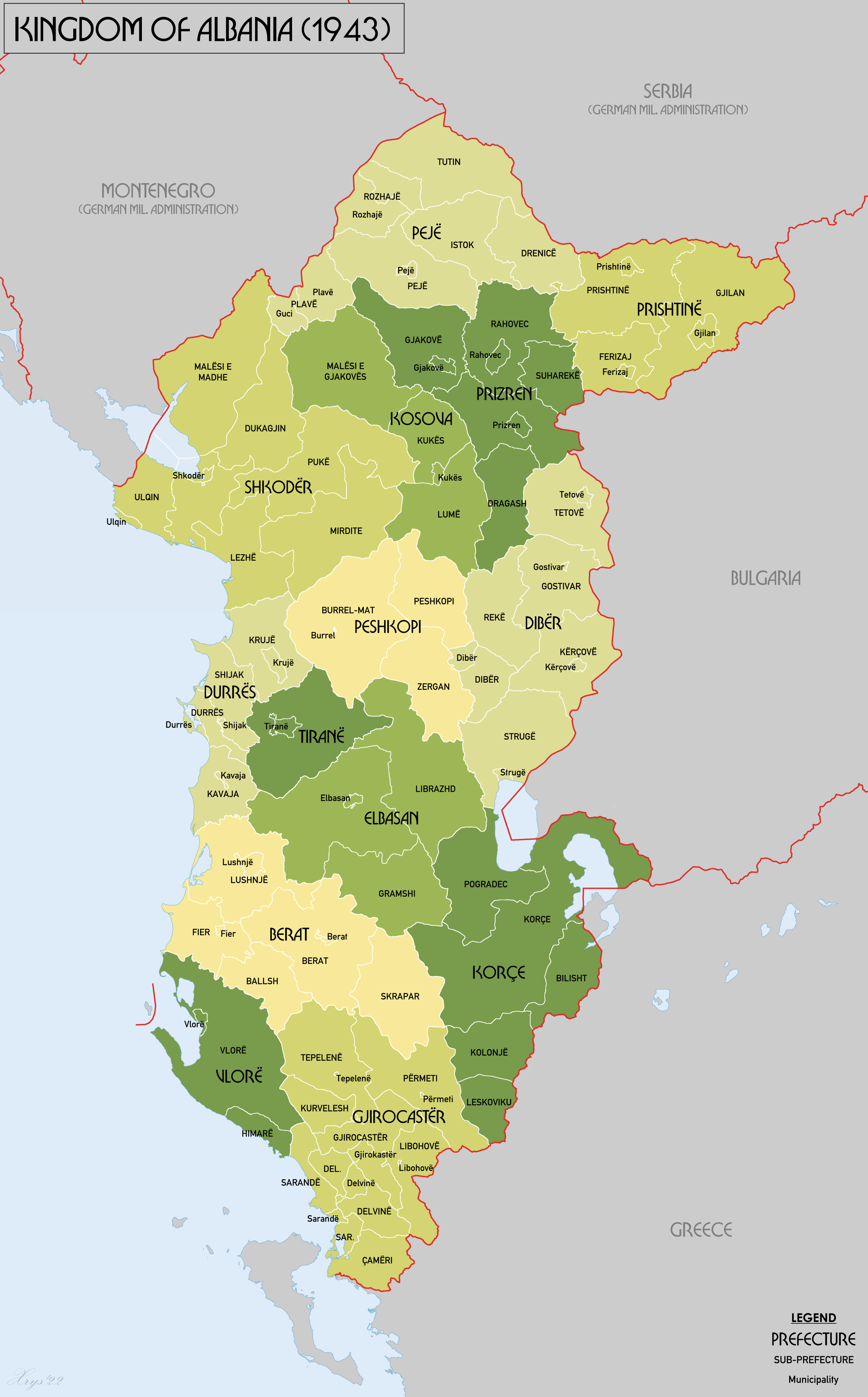
Królestwo Albanii
Królestwo Norwegii(inne języki)
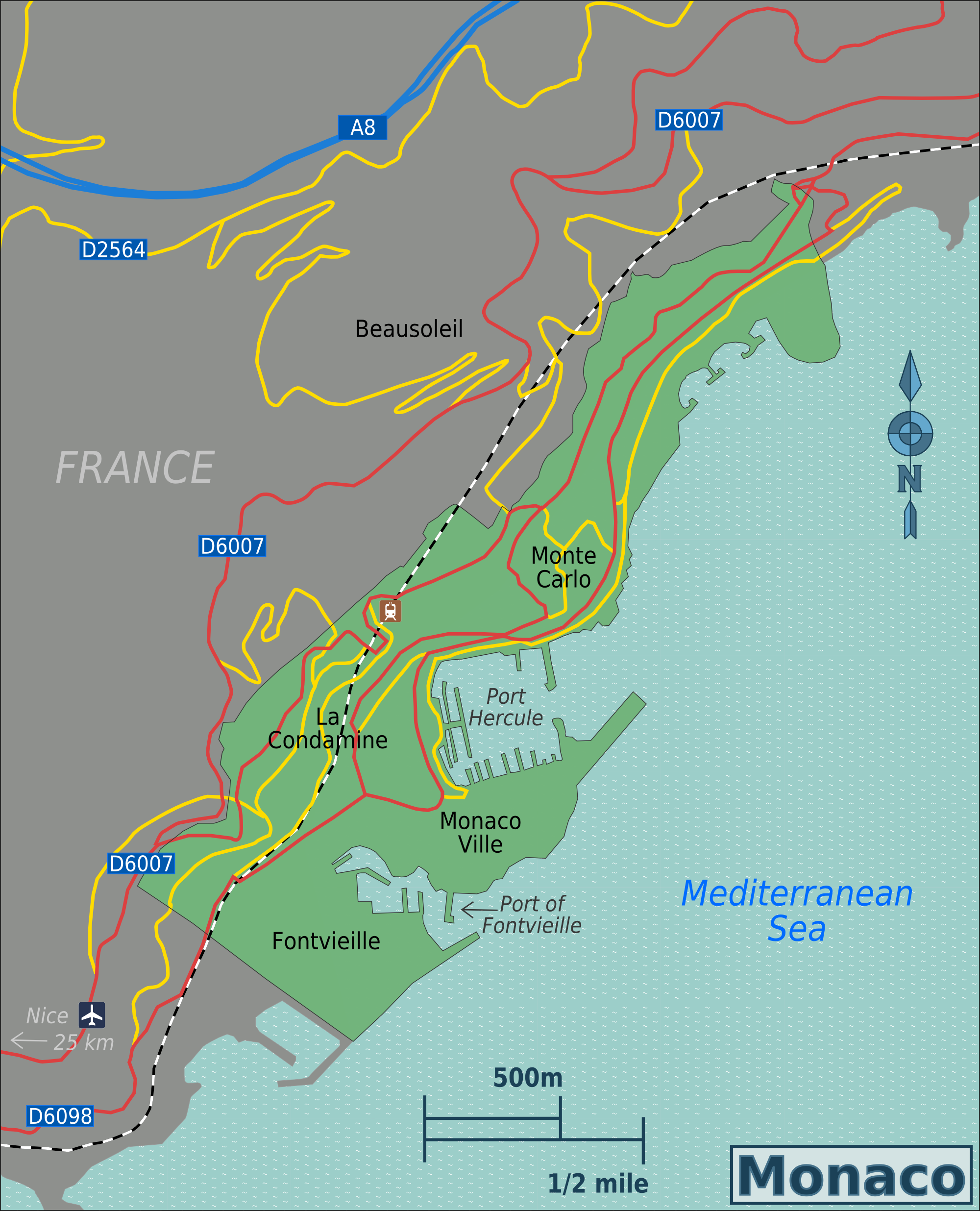
Monako
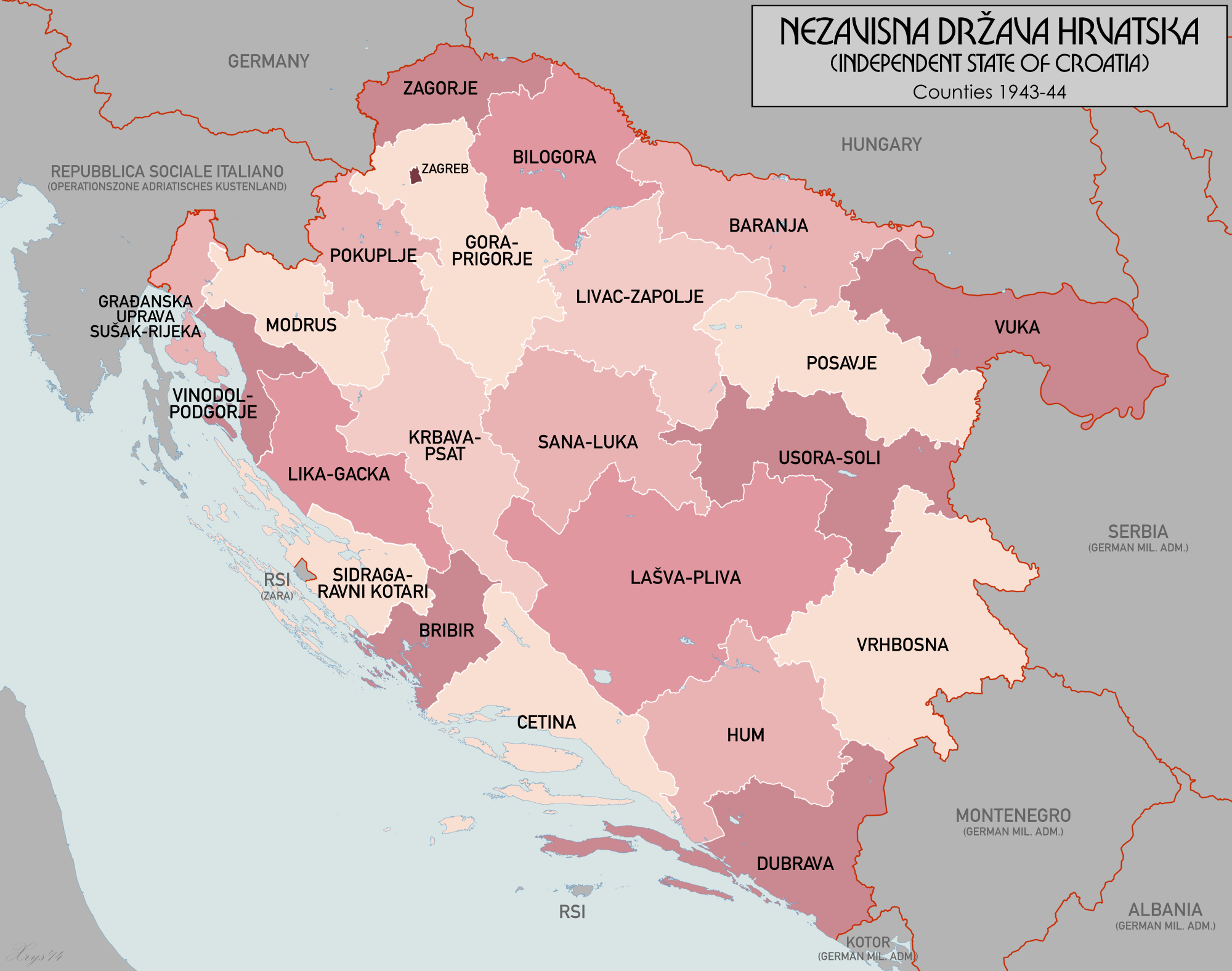
Niepodległe Państwo Chorwackie
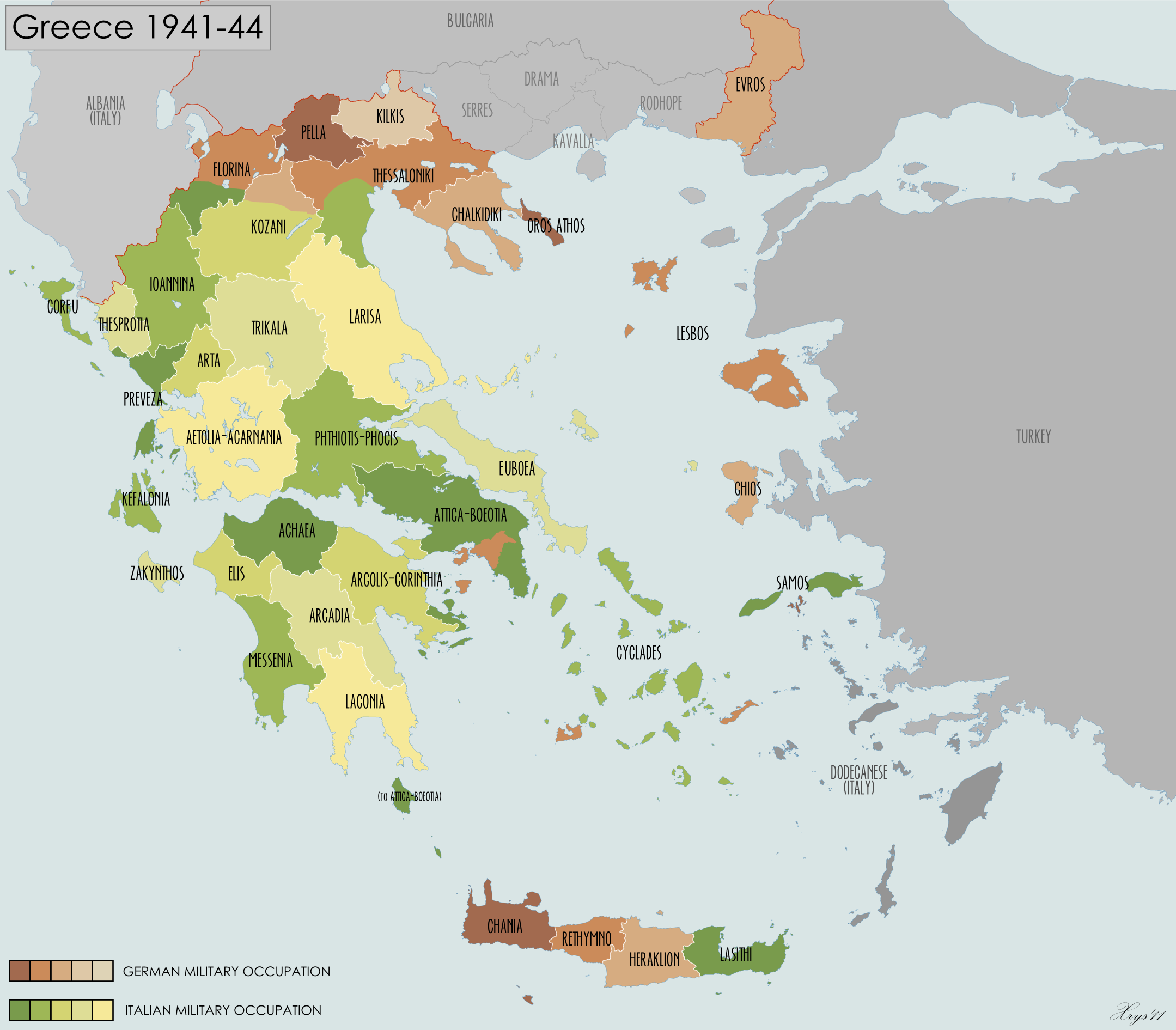
Państwo Greckie
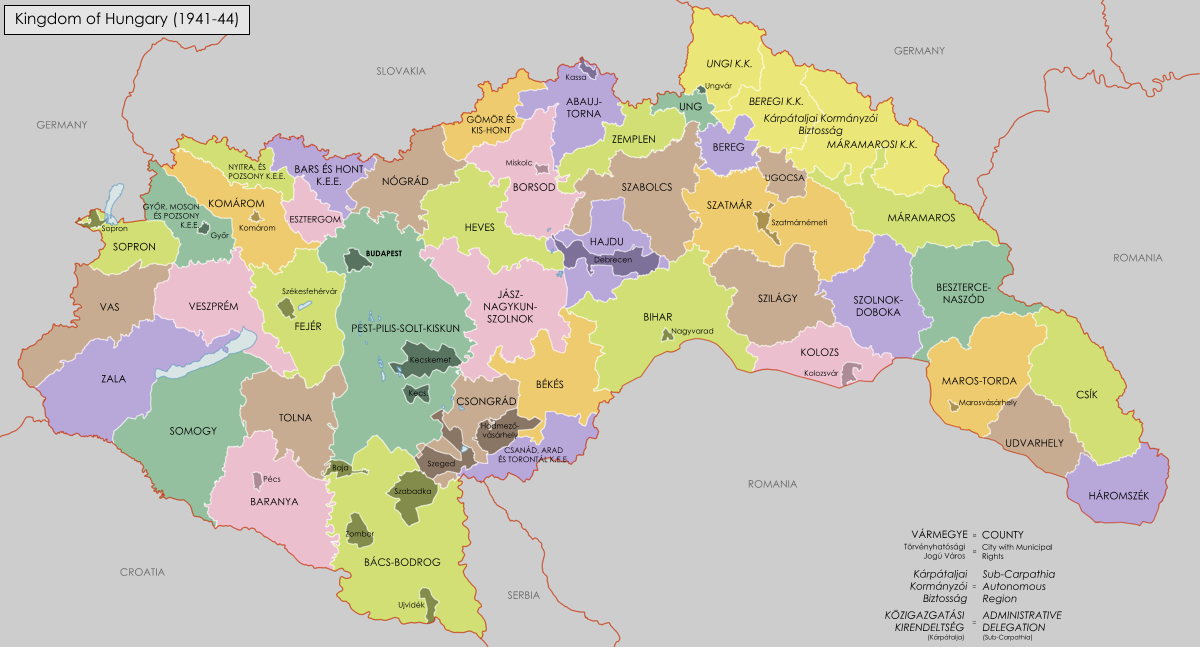
Państwo Węgierskie
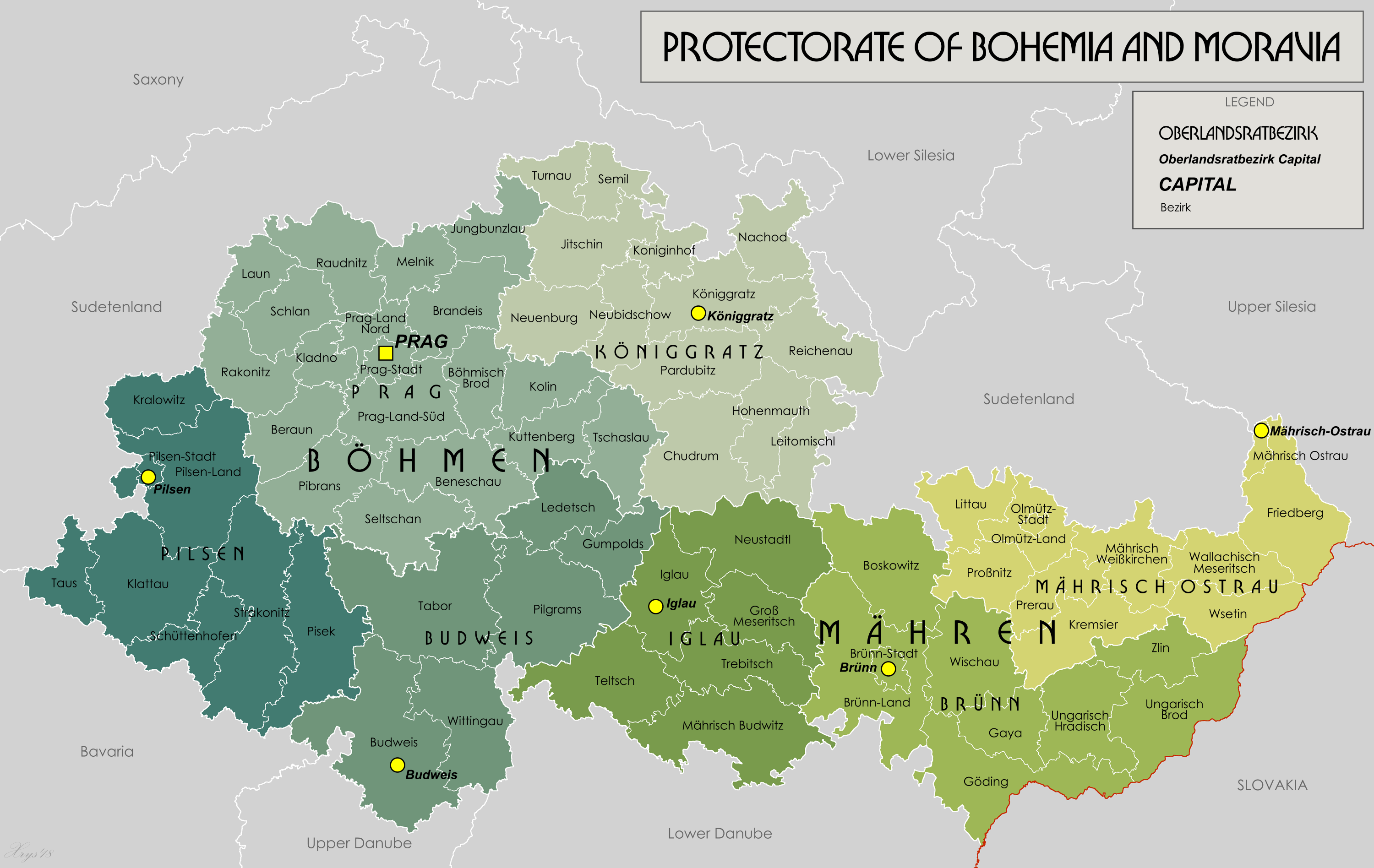
Protektorat Czech i Moraw
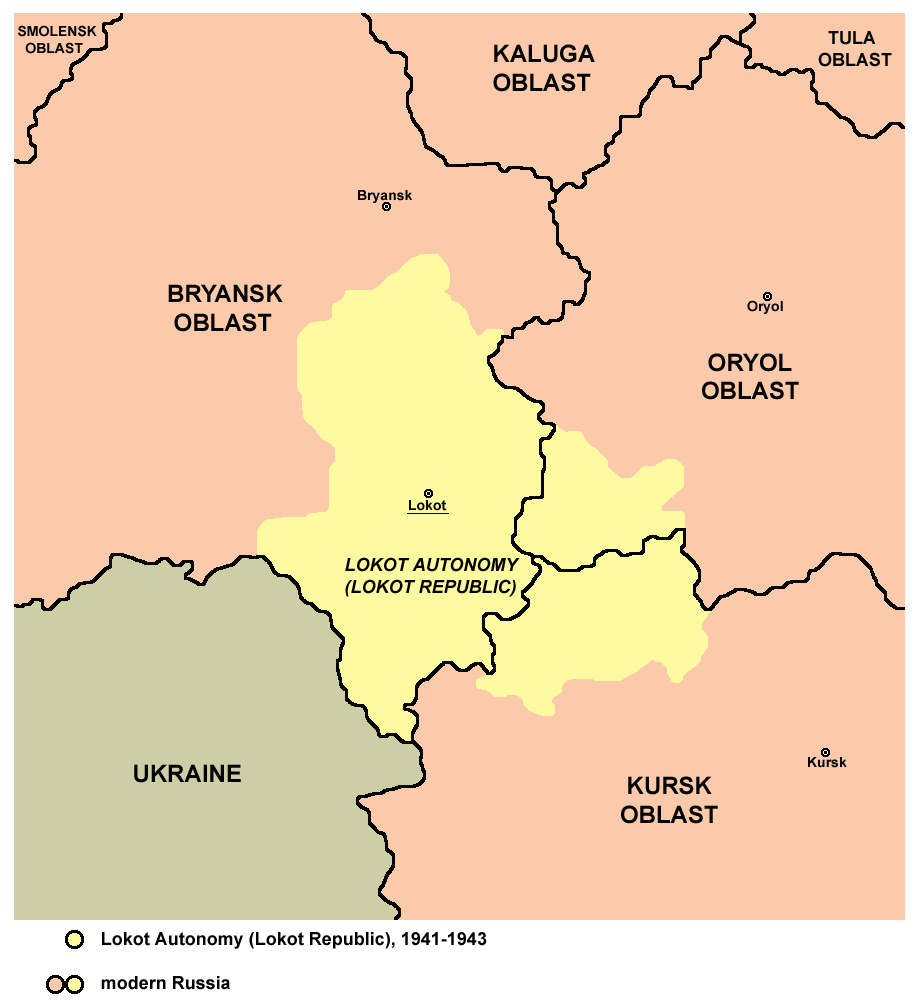
Republika Łokocka
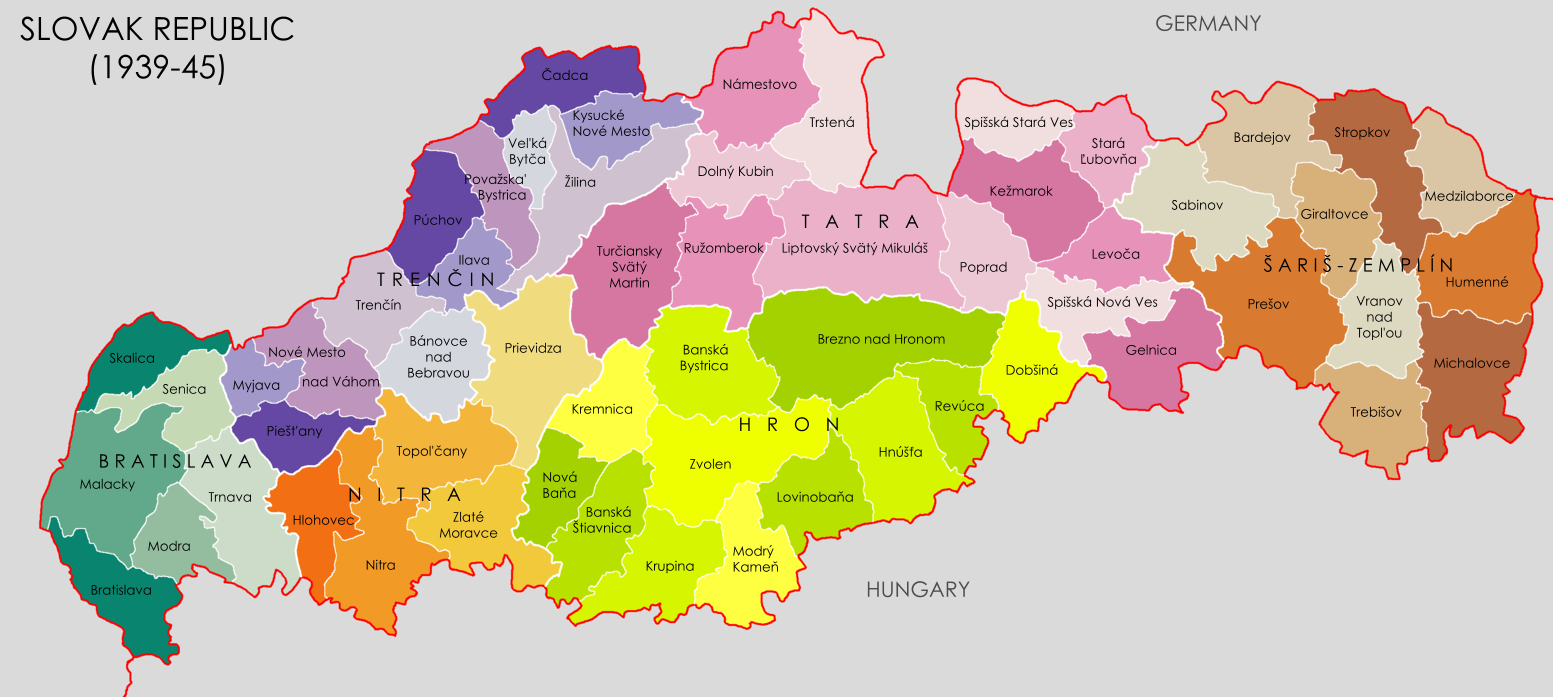
Republika Słowacka
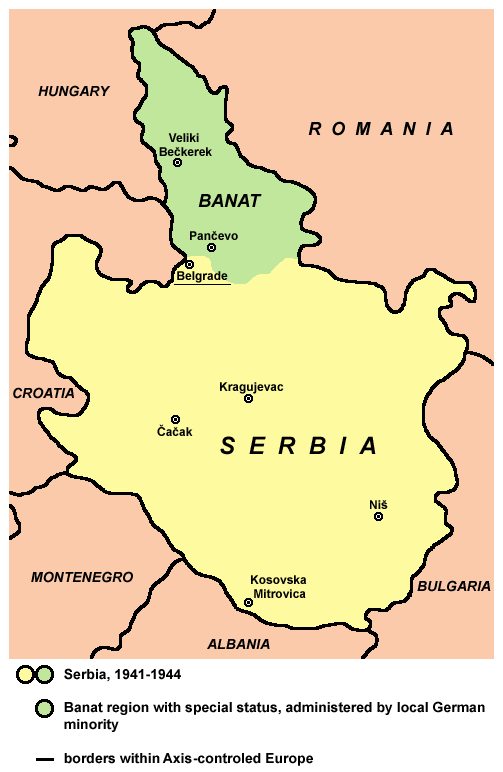
Serbia Nedicia
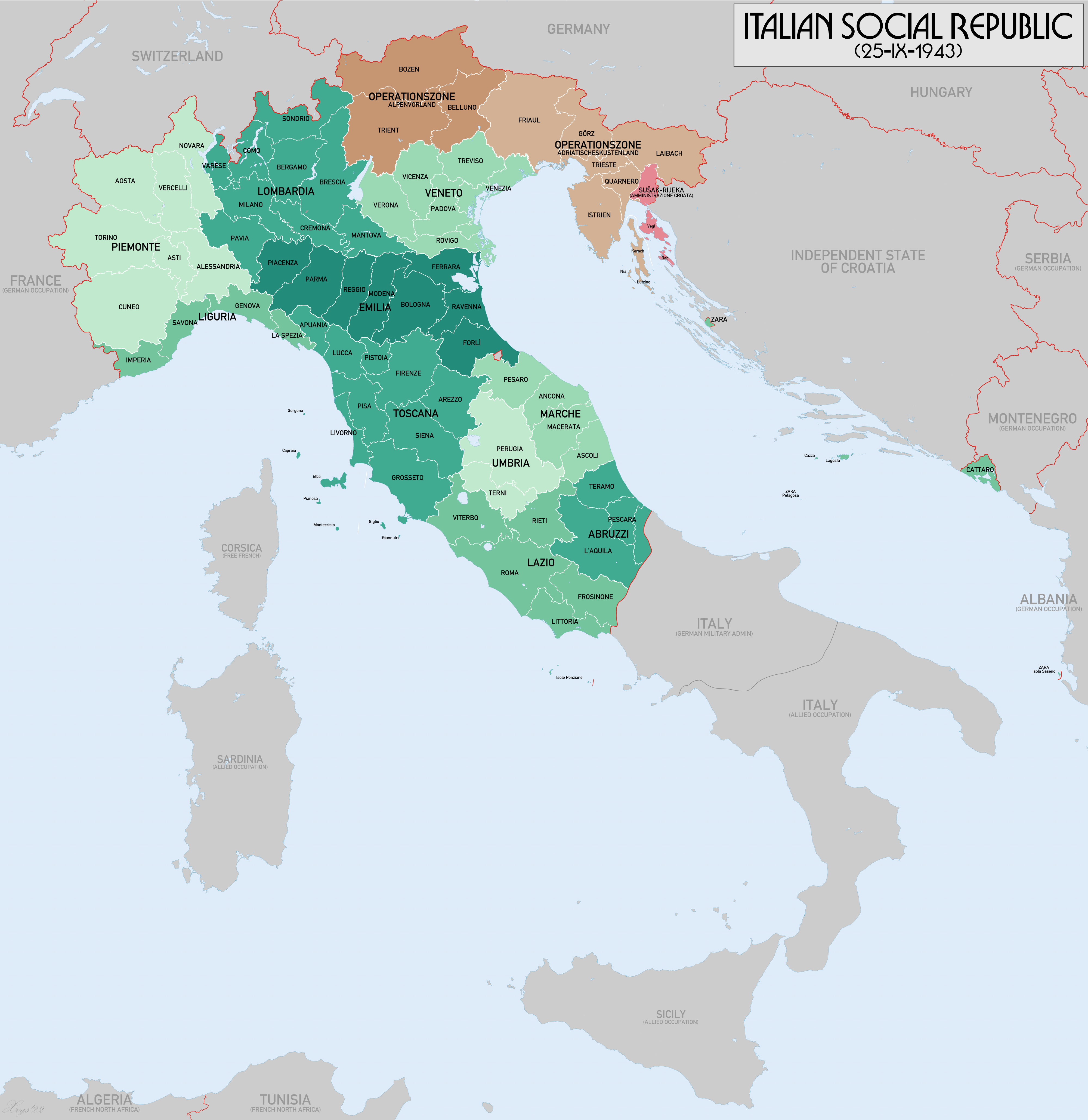
Włoska Republika Socjalna

## Komisariaty Rzeszy
| Nazwa polska            | Nazwa niemiecka        | Siedziba                           | Ustanowione | Uwagi |
| ----------------------- | ---------------------- | ---------------------------------- | ----------- | --- |
| Belgia-Francja Północna | Belgien-Nordfrankreich | Brüssel                            | 1944        | Utworzony na mocy hitlerowskiego „Erlaß des Führers über die Errichtung einer Zivilverwaltung in den besetzten Gebieten von Belgien und Nordfrankreich vom 13. Juli 1944”, i obejmował większość okupowanej Belgii i północne rejony okupowanej Francji podczas II wojny światowej. |
| Holandia                | Niederlande            | Amsterdam                          | 1940        | Utworzony po inwazji i zajęciu Holandii przez Wehrmacht. |
| Norwegia                | Norwegen               | Oslo                               | 1940        | Utworzony po inwazji i zajęciu Norwegii przez Wehrmacht, a następnie zlikwidowanie przez tę armię państwa-wasala III Rzeszy o nazwie: Królestwo Norwegii. |
| Ukraina                 | Ukraine                | Riwne                              | 1941        | Utworzony po agresji III Rzeszy na ZSRR. |
| Wschód                  | Ostland                | Kauen (1941-1944) Riga (1944-1945) | 1941        | Utworzony po agresji III Rzeszy na ZSRR. |

## Strefy operacyjne
| Nazwa polska         | Nazwa niemiecka                               | Siedziba | Ustanowione | Uwagi |
| -------------------- | --------------------------------------------- | -------- | ----------- | --- |
| Pobrzeże Adriatyckie | Operationszone Adriatisches Küstenland (OZAK) | Triest   | 1943        | Utworzona z terenów okupowanych przez Włochy w Jugosłowiańskiej Słowenii, półwyspie Istria, prowincjach Rijeka (St. Veit am Flaum), Friuli (Friaul) i Gorycja (Görz). Przyłączona (nieinkorporowana) do Okręgu Rzeszy Karyntia. |
| Prealpy              | Operationszone Alpenvorland (OZAV)            | Bozen    | 1943        | Powstała z byłego Tyrolu Południowego, włoskiego Trydentu i przyległych mniejszych części północno-wschodnich Włoch. Dołączona (niewłączona) do Okręgu Rzeszy Tyrol-Vorarlberg.                                                 |

## Inne jednostki administracyjne o przeróżnym ustroju politycznym
| Nazwa polska      | Nazwa niemiecka  | Siedziba   | Ustanowione | Uwagi |
| ----------------- | ---------------- | ---------- | ----------- | --- |
| Okręg Białostocki | Bezirk Bialystok | Bjelostock | 1941        | Utworzony w związku z utworzeniem na Białostocczyźnie niemieckiej administracji cywilnej, która zastąpiła wojskowe władze okupacyjne działające na tym terenie po ataku III Rzeszy na ZSRR 22 czerwca 1941 r. |
| Okręg Brukselski  | Distrikt Brüssel | Brüssel    | 1944        | Utworzony przez III Rzeszę w lipcu 1944 r., ale w związku z tym przetrwał tylko kilka tygodni. Obejmował obecny Region Stołeczny Brukseli.                                                                    |